# Макулис, Джимми
Димитриос (Джимми) Макулис (греч. Τζίμης Μακούλης, нем. Jimmy Makulis, род. 12 апреля 1935 в Афинах — умер 28 октября 2007, там же) — греческий певец, представитель Австрии на конкурсе песни Евровидение 1961. Несмотря на малоизвестность у себя на родине, Джимми получил большую популярность в немецкоговорящих странах, главным образом в 1950-60 гг..

## Биография
Родился в 1935 году в Афинах. В середине 50-х годов переехал в Германию, где и начал свою музыкальную карьеру. В 1956 году записал дебютный сингл «Auf Cuba sind die Mädchen braun», в первую «пятёрку» местного чарта. Через три года ещё один сингл, «Gitarren klingen leise durch die nach», занял четвёртое место в чарте, и продолжал оставаться в нём вплоть до 1964.
В 1961 принял участие на конкурсе Евровидение, как представитель Австрии. На фестивале, проходившем во французских Каннах, им была исполнена песня «Sehnsucht». Выступление прошло неудачно — с одним баллом от Великобритании Макулис финишировал последним. «Sehnsucht» — одна из немногих песен-участниц Евровидения, ни разу не издававшихся в качестве сингла
В 1965 переехал в США, в последующие годы жил и выступал в Лас-Вегасе. Вернулся к себе на родину лишь через двадцать лет. В 1990 году принял участие в греческом отборочном этапе конкурса «Евровидение», но занял на нём лишь пятое место. В 90-х годах некоторое время жил в Германии, позже снова вернулся в Грецию.
Умер в 2007 году после неудачно перенесённой операции на сердце. Ему было 72 года.